# ريبيكا إيفانز (موسيقية)
ريبيكا إيفانز (بالإنجليزية: Rebecca Evans)‏ هي موسيقية ومغنية ومغنية أوبرا بريطانية، ولدت في 19 أغسطس 1963 في Pontrhydyfen ‏ في المملكة المتحدة.

## وصلات خارجية
- ريبيكا إيفانز على موقع ميوزك برينز (الإنجليزية)
- ريبيكا إيفانز على موقع أول ميوزيك (الإنجليزية)
- ريبيكا إيفانز على موقع ديسكوغز (الإنجليزية)